# Cucujidae
Famille
Les Cucujidae sont une famille d'insectes de l'ordre des coléoptères à répartition cosmopolite.
La famille des Cucujidae comprend environ 40 espèces réparties en quatre genres.
Ces insectes, aussi bien au stade imago qu'au stade larvaire, vivent sous l'écorce d'arbres vivants ou morts.

## Caractères généraux
Les Cucujidae ont un corps allongé à bords parallèles, mesurant de 6 à 25 mm de long.
La plupart des espèces sont de couleur brune, tandis que certaines sont noirs, rougeâtre ou jaunâtre.
La tête est de forme triangulaire, et porte des antennes filiformes composées de 11 antennomères et de fortes mandibules.
Le pronotum est plus étroit que la tête.

## Taxonomie
La famille était précédemment plus grande, comprenant plusieurs sous-familles : Laemophloeinae, Silvaninae et Passandrinae (certains genres de Tenebrionoidea y étaient également inclus), mais de récentes révisions ont élevé ces sous-familles au rang de famille.

### Liste des genres
Selon Catalogue of Life (17 sept. 2013) :
- genre Cucujus
- genre Pediacus

Selon ITIS (17 sept. 2013) :
- genre Cucujus Fabricius, 1775
- genre Pediacus Shuckard, 1839

### Liste des genres et espèces
Selon NCBI (17 sept. 2013) :
- genre Cucujus
  - Cucujus cinnaberinus
  - Cucujus clavipes
  - Cucujus mniszechi
- genre Pediacus
  - Pediacus dermestoides
- genre Uleiota
  - Uleiota dubius
  - Uleiota planata